# Ginnici

"Ginnici" è una serie di 3 francobolli emessi dalla Repubblica Italiana il 18 maggio 1951 per commemorare le Feste e Concorsi Ginnastici Internazionali svoltisi a Firenze. Tale manifestazione era divisa in concorsi a squadre con la partecipazione di oltre 4.000 ginnasti, concorsi militari, tornei delle nazioni e rappresentanze olimpiche. Aderirono all'evento più di 25 nazioni tra cui Giappone, Russia e Stati Uniti d'America  Il bozzetto mostra al centro alcuni attrezzi sportivi sormontati dalla sigla F. G.51 e dal giglio di Firenze. Sulla sinistra in alto appare la scritta C.O.N.I. e sulla destra F.G.I. La filigrana è a ruota alata.

## Storia dell'emissione

Rara busta primo giorno viaggiata raccomandata per gli USA con la serie Ginnici

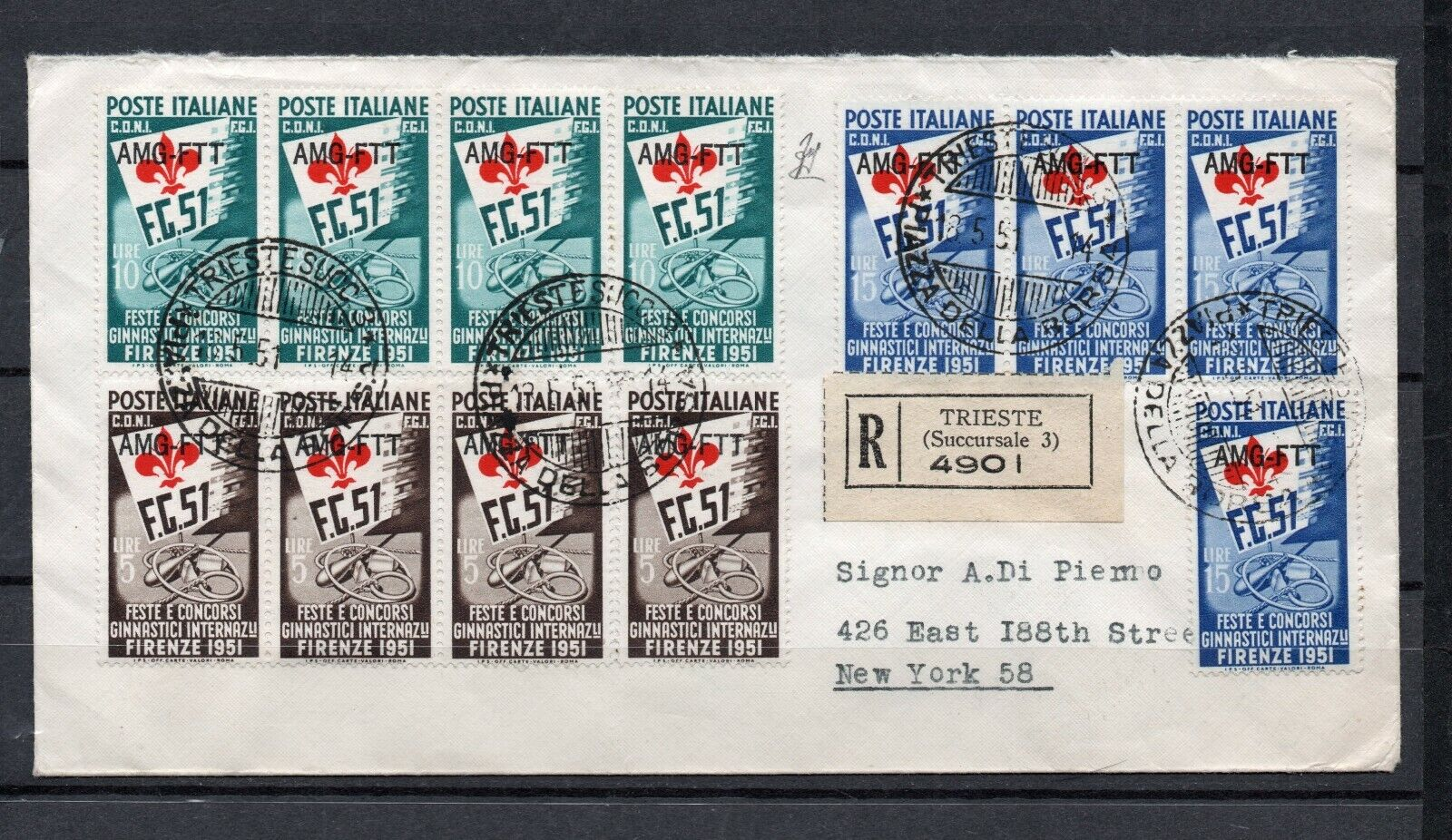
Versione dei Ginnici sovrastampati Trieste A. Busta primo giorno con quartine inviata a New York

Il decreto di emissione che permise la stampa dei tre francobolli noti come “I Ginnici” fu il D. P. 21.5.1951 n° 598 accompagnato dal D. M. 14.9.1951 Contemporaneamente all'emissione italiana fu emessa la stessa serie con la soprastampa Amg-Ftt (Allied Military Government Free Territory of Trieste) in colore nero per l'uso nel territorio di Trieste ancora sotto controllo alleato. L'emissione fu però accompagnata da feroci polemiche in quanto il metodo di distribuzione usato dalle Poste Italiane ricordò lo stesso usato durante il periodo monarchico quando a fronte di una commemorazione gran parte del quantitativo stampato era solitamente ceduto al comitato organizzatore dell'evento. Non sempre tali quantitativi erano ridistribuiti dai comitati in maniera equa.; Di fatto, il comitato organizzatore delle Feste e Concorsi Ginnastici Internazionali del 1951 ricevette 50.000 serie che furono rivendute a un prezzo fortemente maggiorato rispetto al valore facciale. Presso l'ufficio postale mobile in funzione in prossimità degli impianti destinati all'evento, i valori da 30 lire destinati alla Direzione provinciale di Firenze erano venduti a 200 lire. Il mondo filatelico, in quegli anni assai consistente e con un certo peso sociale, espresse la sua indignazione al punto che il presidente della Borsa Filatelica Nazionale di Milano Alfredo E. Fiecchi diede le dimissioni in segno di protesta.

## Scheda tecnica
- Stampa:  rotocalco
- Fogli: da 50X4 esemplari
- Filigrana: ruota
- Dentellatura: 14 ¼ X 14 a blocco
- Validità: 16 giugno 1951
- Tiratura: 226.825 serie
- Disegnatori: E. Pizzi – R. Pierbattista
- Facciali: 5 £ bruno – 10 £ verde – 15 £ azzurro